# Bourse subtendineuse du muscle sartorius
 (octobre 2023).
Les bourses subtendineuses du muscle sartorius  (ou bourses séreuses du couturier) sont des bourses synoviales du membre inférieur situées au dessous du genou.

## Description
Les bourses subtendineuses du muscle sartorius sont situées entre le tendon du muscle sartorius et les tendons des muscles semi-tendineux et gracile.